# Mareks Leitis
Mareks Leitis (ur. 23 września 1976) – łotewski strongman.
Obecnie jeden z najlepszych łotewskich siłaczy.
Mieszka w Windawie na Łotwie.
Wymiary:
- wzrost 185 cm
- waga 135 – 140 kg

Rekordy życiowe:
- przysiad 340 kg
- wyciskanie 250 kg
- martwy ciąg 350 kg

## Osiągnięcia strongman
- 2002
  - 7. miejsce - Mistrzostwa Łotwy Strongman[3]
- 2007
  - 3. miejsce - Mistrzostwa Łotwy Strongman
- 2008
  - 9. miejsce - Liga Mistrzów Strongman 2008: Ryga
- 2009
  - 5. miejsce - Mistrzostwa Łotwy Strongman[4]
  - 7. miejsce - Mistrzostwa Europy w Wyciskaniu Belki 2009
- 2010
  - 2. miejsce - Otwarte Mistrzostwa Łotwy Par Strongman (z Artisem Plivdą)[5]
  - 2. miejsce - Mistrzostwa Łotwy Strongman
  - 3. miejsce - Mistrzostwa Europy Strongman 2010, Września